# Dendrophleps chionobosca
Dendrophleps chionobosca är en fjärilsart som beskrevs av Collenette 1955. Dendrophleps chionobosca ingår i släktet Dendrophleps och familjen tofsspinnare. Inga underarter finns listade i Catalogue of Life.